# Ekstraklasa 2008-09
La temporada 2008-09 fue la 75.ª edición de la Ekstraklasa, el más alto nivel de fútbol en Polonia desde su creación en 1927. El Wisła Cracovia se coronó por decimotercera vez campeón de la Liga Polaca.

## Sistema de competición
Los 16 clubes que integran la Orange Ekstraklasa se enfrentan todos contra todos en dos ocasiones (una en campo propio y otra en campo contrario), siguiendo un calendario previamente establecido por sorteo. En total, cada equipo disputa 30 partidos.
El ganador de un partido obtiene tres puntos, el perdedor no obtiene puntos, y en caso de un empate hay un punto para cada equipo. Al final, el que sume más puntos, obtiene el título de campeón de liga y la clasificación para la segunda ronda clasificatoria de la próxima edición de la Liga de Campeones de la UEFA. El subcampeón y el tercero de liga acceden la próxima temporada a la segunda ronda clasificatoria de la Copa de la UEFA 2009-10. Los dos últimos clasificados de la Ekstraklasa al término de la temporada son descendidos a la I Liga Polaca (segunda categoría), siendo reemplazados por los dos primeros clasificados de esta categoría.

## Ascensos y descensos
| Pos. | Descendidos de la Ekstraklasa 2007/08 |
| ---- | ------------------------------------- |
| 11º  | Zagłębie Lubin                        |
| 13º  | Korona Kielce                         |
| 15º  | Widzew Łódź                           |
| 16º  | Zagłębie Sosnowiec                    |

| Pos. | Ascendidos de la I Liga 2007/08 |
| ---- | ------------------------------- |
| 1º   | Lechia Gdańsk                   |
| 2º   | Slask Wroclaw                   |
| 3º   | Piast Gliwice                   |
| 4º   | Arka Gdynia                     |

## Clasificación final
|                 |     | Equipo                | PJ | PG | PE | PP | GF | GC | DG  | PTS |
| --------------- | --- | --------------------- | -- | -- | -- | -- | -- | -- | --- | --- |
| Clasificó a UCL | 1.  | Wisla Cracovia        | 30 | 19 | 7  | 4  | 53 | 21 | +32 | 64  |
|                 | 2.  | Legia Varsovia        | 30 | 18 | 7  | 5  | 52 | 17 | +35 | 61  |
|                 | 3.  | Lech Poznań           | 30 | 16 | 11 | 3  | 51 | 24 | +27 | 59  |
|                 | 4.  | Polonia Varsovia      | 30 | 15 | 9  | 6  | 40 | 23 | +17 | 54  |
|                 | 5.  | GKS Bełchatów         | 30 | 17 | 3  | 10 | 40 | 28 | +12 | 54  |
|                 | 6.  | Śląsk Wrocław (A)     | 30 | 11 | 12 | 7  | 40 | 34 | +6  | 45  |
|                 | 7.  | Polonia Bytom         | 30 | 10 | 5  | 15 | 30 | 46 | -16 | 35  |
|                 | 8.  | Jagiellonia Białystok | 30 | 9  | 7  | 14 | 28 | 34 | -6  | 34  |
|                 | 9.  | Ruch Chorzów          | 30 | 9  | 7  | 14 | 22 | 32 | -10 | 34  |
|                 | 10. | Piast Gliwice (A)     | 30 | 9  | 6  | 15 | 17 | 26 | -9  | 33  |
|                 | 11. | Lechia Gdańsk (A)     | 30 | 9  | 5  | 16 | 30 | 44 | -14 | 32  |
|                 | 12. | Odra Wodzisław        | 30 | 8  | 8  | 14 | 23 | 40 | -17 | 32  |
|                 | 13. | Arka Gdynia (A)       | 30 | 7  | 9  | 14 | 27 | 39 | -12 | 30  |
|                 | 14. | KS Cracovia           | 30 | 7  | 9  | 14 | 24 | 40 | -16 | 30  |
|                 | 15. | Górnik Zabrze         | 30 | 7  | 8  | 15 | 20 | 33 | -13 | 29  |
|                 | 16. | ŁKS Łódz              | 30 | 10 | 5  | 15 | 27 | 43 | -16 | 35  |

- (A) : Ascendido la temporada anterior.

|  | Campeón y clasificado a Liga de Campeones de la UEFA 2009-10. |
|  | Clasificado a Copa de la UEFA 2009-10.                        |
|  | Desciende a I Liga.                                           |

## Goleadores
Fuente: onet.pl
19 goles
- Paweł Brożek (Wisła Cracovia)
- Takesure Chinyama (Legia Varsovia)

14 goles
- Robert Lewandowski (Lech Poznań)

12 goles
- Filip Ivanovski (Polonia Varsovia)

10 goles
- Dawid Nowak (GKS Bełchatów)
- Dariusz Pawlusiński (KS Cracovia)

9 goles
- Rafał Boguski (Wisła Cracovia)
- Hernan Rengifo (Lech Poznań)
- Semir Štilić (Lech Poznań)
- Tomasz Szewczuk (Śląsk Wrocław)